# Alfés
Alfés es un municipio de la comarca del Segriá, en la provincia de Lérida, Comunidad Autónoma de Cataluña, España.

## Historia
Una de las primeras muestras de la presencia de los grupos humanos prehistóricos en este territorio corresponden a un abrigo con pinturas rupestres, conocido como el Abrigo de Alfés. Descubierto por Adolf Costafreda y otros miembros del Grup de Recerques "La Femosa", alrededdor de 1972, fueron estudiadas en primera instancia por Luis Díez-Coronel. Se trata de un grupo de cabras machos, de conservación extremadamente frágil, testimonio creencial de los grupos cazadores epipaleolíticos (10.000-6.500 años antes del presente)autores del llamado Arte levantino; el más singular y genuino de los artes de los antepasados. Este yacimiento con arte y todos los de las tierras de Lérida han sido declarados por la UNESCO Patrimonio Mundial desde 1998 bajo el nombre administrativo convencional de Arte Rupestre del Arco Mediterráneo de la península ibérica. Con todo, de los 26 santuarios catalogados en las tierras de Lérida, el 88,45% de ellos carecen de algún tipo de protección, lo que supone un peligro extremo para la conservación de este frágil y excepcional patrimonio. Fuentes: Associació Catalana d´Art Prehistòric.
El origen de la población es sarraceno como evidencia su topónimo así como diversos hallazgos arqueológicos. La primera noticia documental sobre el pueblo es de 1197 como perteneciente a la curia de Lérida.

## Cultura
La iglesia parroquial está dedicada a San Pedro. Es románica y consta de tres naves. El ábside es semicircular y está decorado con ménsulas en estilo de transición del románico al gótico. El campanario es de planta cuadrada y se construyó con posterioridad. El templo quedó prácticamente en ruinas después de la guerra civil española y fue reconstruido a finales de la década de 1980.

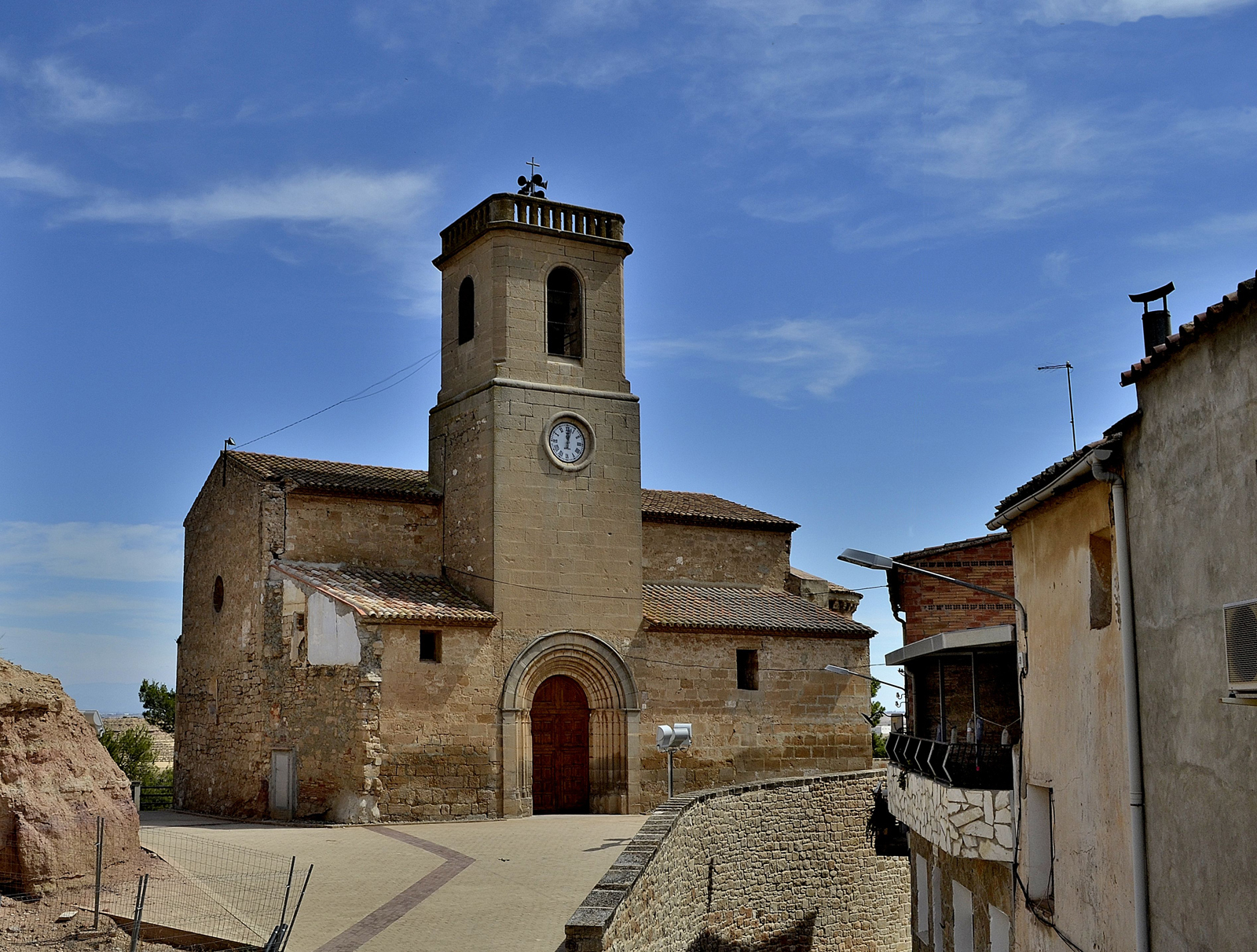
Iglesia San Pedro (Alfés-Lleida) (transición romano-gótica)

El núcleo antiguo de la ciudad, conocido como la Vileta, mantiene su estructura medieval de villa amurallada y cerrada. Quedan restos de una de las puertas de entrada a la villa.
Alfés celebra su fiesta mayor en el mes de agosto. La fiesta de invierno tiene lugar en el mes de enero.

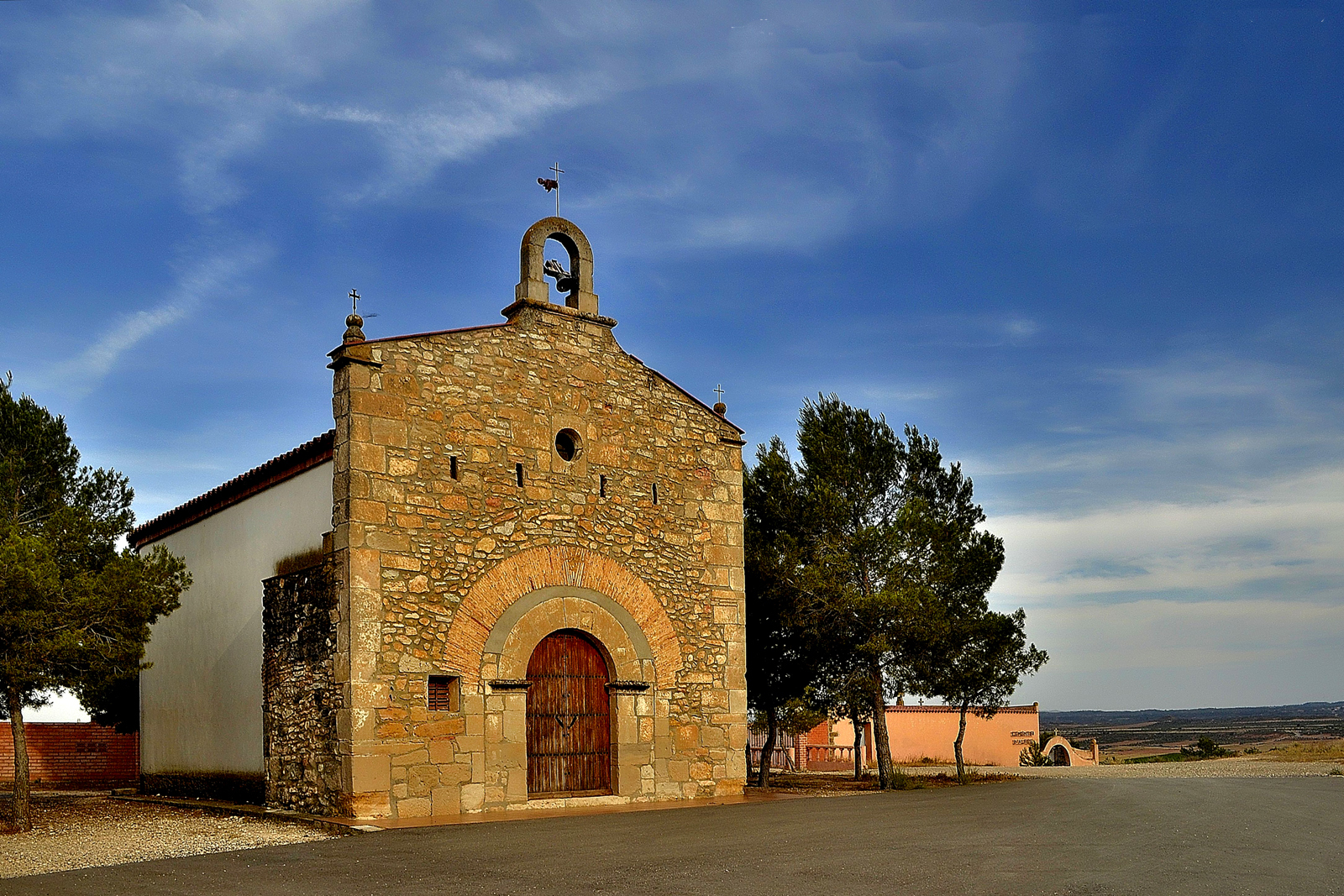
Ermita San Salvador

## Economía
La principal actividad económica es la agricultura de secano. Destacan los cultivos de almendros.
Dentro del término municipal se encuentra un aeródromo que fue inaugurado en 1929.

## Blasonado

### Escudo
Escudo embaldosado partido: Primero de oro, y segundo de sinople; resaltando sobre la partición 2 llaves pasadas en sautor con los dientes arriba y mirando hacia fuera, uno del otro. Por timbre, una corona mural de pueblo.
Fue aprobado el 13 de septiembre de 1999 y publicado en el DOGC el 18 de octubre de 1999 con número 2996.
Las llaves de San Pedro son el atributo del patrón del pueblo. Los esmaltes, oro y sinople, simbolizan el hecho que, si bien las tierras de Alfés son principalmente secas, sus campos vuelven a ser verdes cada invierno gracias a las aguas del río Set; también representan el sol y las cosechas.

## Geografía humana

### Demografía
Cuenta con una población de 281 habitantes (INE 2024).
| Gráfica de evolución demográfica de Alfés entre 1842 y 2021                                                           |
| |
| Población de derecho según los censos de población del INE. Población de hecho según los censos de población del INE. |

Alfés está formado por un único núcleo o entidades de población. 

### Evolución demográfica
| 654                        | 652 | 496 | 345 | 321 |
| (Fuente: [cita requerida]) |     |     |     |     |